# Дворец в Рогалин
Дворецът в Рога̀лин (на полски: Pałac w Rogalinie) – исторически дворец в село Рогалин, Великополско войводство. Клон на Националния музей в Познан. От 2018 г. дворцово-парковият комплекс има статут на исторически паметник.

## История
Дворецът е изграден през 1770 – 1776 от Кажимеж Рачински – коронен писар, а след това генерален староста на Велкополска и маршал на кралския двор. По негова инициатива е създаден къснобароков дворцов комплекс от тип entre cour et jardin (между двор и градина), който е оцелял и до днес в първоначалната си форма. Предполага се, че автор н а проекта е някой от саските архитекти, работещи по това време във Варшава. По време на строителните работи Кажимеж Рачински възлага на Доменико Мерлини и Ян Кристиян Камзетцер да изпълнят частично класицистичната фасада и интериорния дизайн (преддверието и парадните стълби). Зад двореца има френска градина с могила (kopiec), от която някога се е разкривала прекрасна гледка към река Варта.
През 1817 – 1820 внукът на Кажимеж, Едвард Рачински, издига в градината църква-мавзолей Св. Марцелин, изградена по образец на римския храм Мезон Каре в Ним, Франция, и разширява ландшафтния парк. Балната зала на двореца е превърната оръжейна в неоготически стил, целяща да прослави някогашните военни подвизи на поляците. През втората половина на XIX се оформя настоящият вид на дворното пространство, с морава и кестенови алеи.
В края на XIX век Едвард Александер Рачински и съпругата му Ружа от рода Потоцки правят ремонт на двореца, превръщайки някогашната барокова трапезария в необарокова библиотека по проект на Зигмунт Хендел. През 1910 г. е построена сградата на галерията, в която е разположена богата колекция от европейска и полска живопис от края на XIX и началото на XX, считана преди Втората световна война за най-добрата колекция от живопис на полските земи.
След края на Втората световна война дворецът става собственост на Полската народна република и през 1949 е превърнат в клон на Националния музей в Познан. Едвард Бернард Рачински основава през 1990 г. в Познан фондация „Рачински“ и предава двореца, парка и галерията в Рогалин на тази фондация. Фактически собственик на комплекса остава Националният музей.

## Галерия
Галерията за живописни платна е разположена в сграда от 1910 г. и съдържа колекция, събирана в продължение на четиридесет години от Едвард Рачински и съгласно волята му посетителите имат възможност да видят около 250 от 300-те платна оцелели от първоначалната колекция. Галерията разполага с творби на Теодор Аксентович (Портрет на дама в черна рокля), Олга Бознанска, Юлиан Фалат, Александер Геримски, Яцек Малчевски (Меланхолия, Тобиас и парка), Ян Матейко (Орлеанската дева), Леон Вичулковски, Станислав Виспянски, Властимил Хофман, Пол Деларош. Галерията е клон на Националния музей в Познан.

## Църквата св. Марцелин и мавзолеят на Рачински
Строежът на църквата приключва през 1820 г. Тя е наречена Св. Марцелин, в чест на Марцелин Любомирски, братовчед на Рачински, загинал по време на обсадата на Сандомеж през 1807 година.
Сградата е на два етажа, Горният изпълнява функцията на дворцов параклис с олтар от 1832 г. От лявата страна на олтара се вижда барелеф от мрамор от 1880 година, който изобразява Мария Рачинска от рода Крашински, първата съпруга на Едвард Александер и двете им деца.
Долната част на църквата представлява мавзолей на рода Рачински.